# Radio Club Argentino
Der Radio Club Argentino (deutsch etwa „Argentinischer Funkverein“), kurz RCA, ist der nationale Verband der Funkamateure in Argentinien.
Er wurde am 21. Oktober 1921 gegründet und ist eine gemeinnützige Gesellschaft, die ihre Mitglieder fördert und deren Aktivitäten unterstützt.

## Geschichte

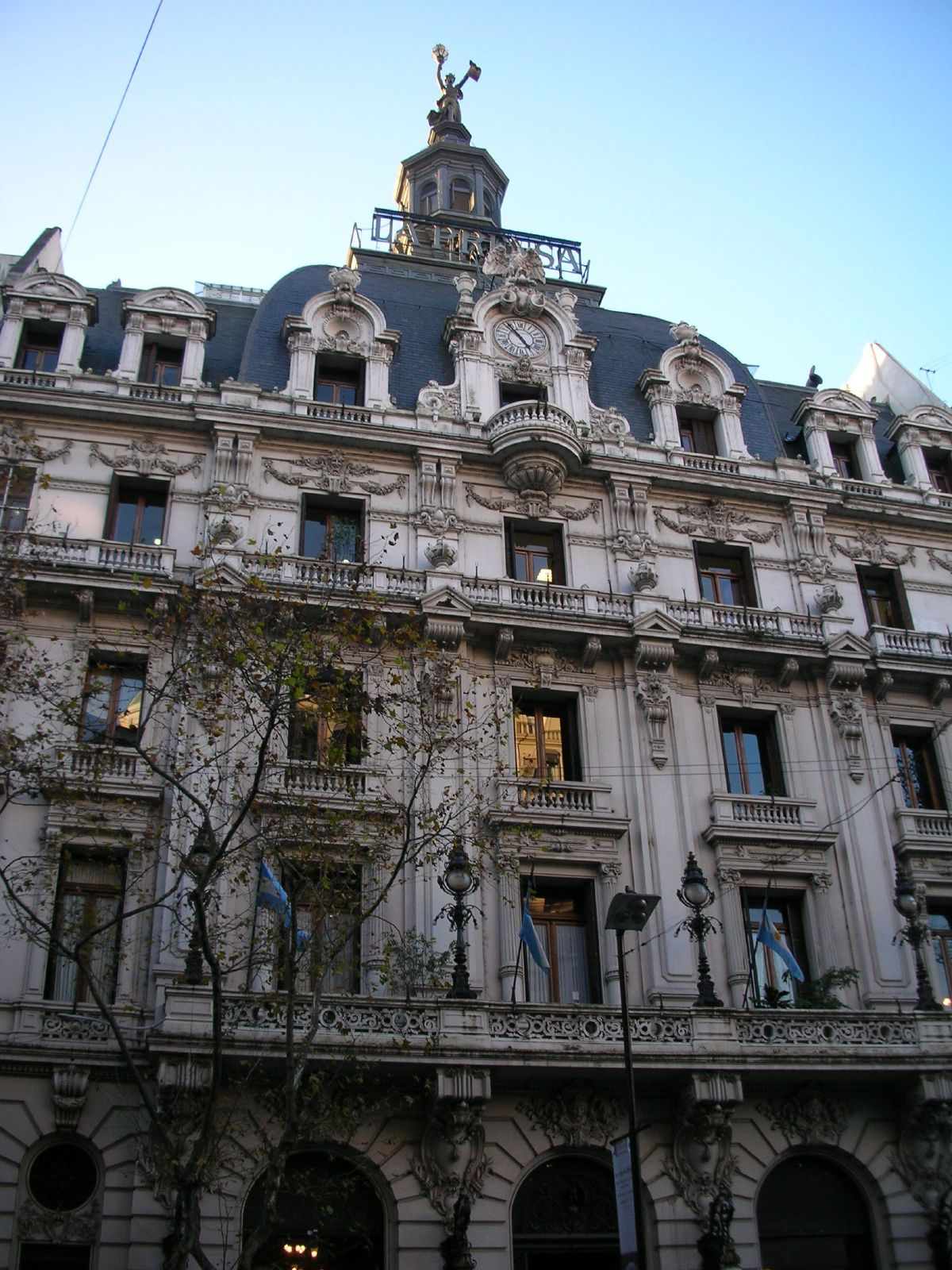
Im Redaktionsgebäude der Tageszeitung La Prensa wurde der RCA gegründet.

Bereits 1898 beschreibt Tebaldo Ricaldoni in seinem im Januar 1900 in den Apuntes de Física (deutsch etwa „Mitteilungen zur Physik“) veröffentlichten Aufsatz, über „detalla el ‘Telégrafo Sin Hilos’ de Marconi, ‘utilizando las vibraciones de Hertz.’“ (deutsch „Einzelheiten von Marconis ‚Drahtlosen Telegraphen‘, ‚unter Verwendung der Hertzschen Wellen.‘“).
Als die Welt begann, sich von den Folgen des Ersten Weltkriegs zu erholen, nahm die geschichtliche Entwicklung der Funktechnik rasant an Fahrt auf. Es gab weltweit immer mehr Wissen, Bauteile und Geräte sowie die von der neuen Technik begeisterten Menschen. Sie begannen, ihre eigenen Empfänger und später auch Sender zu bauen, und mit anderen ebenso experimentierfreudigen „Kollegen“ drahtlos zu kommunizieren.
Um sie in einer Gemeinschaft zu organisieren, trafen sich spät abends am 21. Oktober 1921 im Salón de Actos Públicos des Redaktionsgebäudes (Bild) von La Prensa, einer argentinischen Tageszeitung, 76 aficionados (deutsch Funkamateure), um den Radio Club Argentino ins Leben zu rufen.

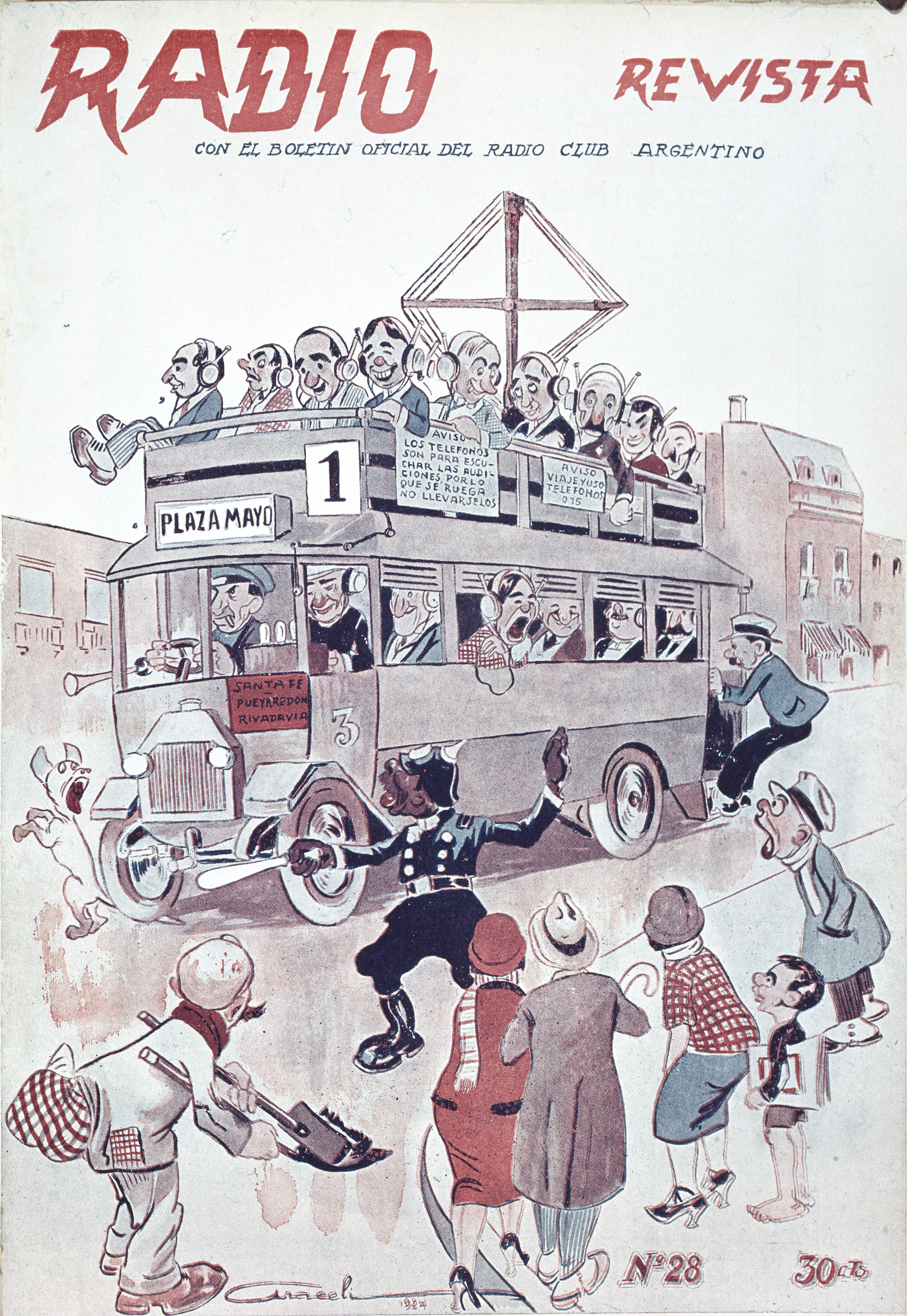
Titelseite der Radio revista Nr. 28 von 1924

Das Verbandsmagazin trägt den Titel Radio revista („Funkzeitschrift“).
Der RCA ist Mitglied der International Amateur Radio Union (IARU Region 2), der internationalen Vereinigung von Amateurfunkverbänden, und vertritt dort die Interessen der argentinischen Funkamateure.